# Daggett County
Daggett County är ett administrativt område i delstaten Utah, USA. År 2010 hade countyt 1 059 invånare. Den administrativa huvudorten (county seat) är Manila. 

## Geografi
Enligt United States Census Bureau har countyt en total area på 1 873 km². 1 809 km² av den arean är land och 64 km² är vatten.

### Angränsande countyn
- Summit County, Utah - väst
- Duchesne County, Utah - sydväst
- Uintah County, Utah - syd
- Moffat County, Colorado - öst
- Sweetwater County, Wyoming - nord

### Samhällen
- Dutch John
- Flaming Gorge
- Manila (huvudort)